# Половой член

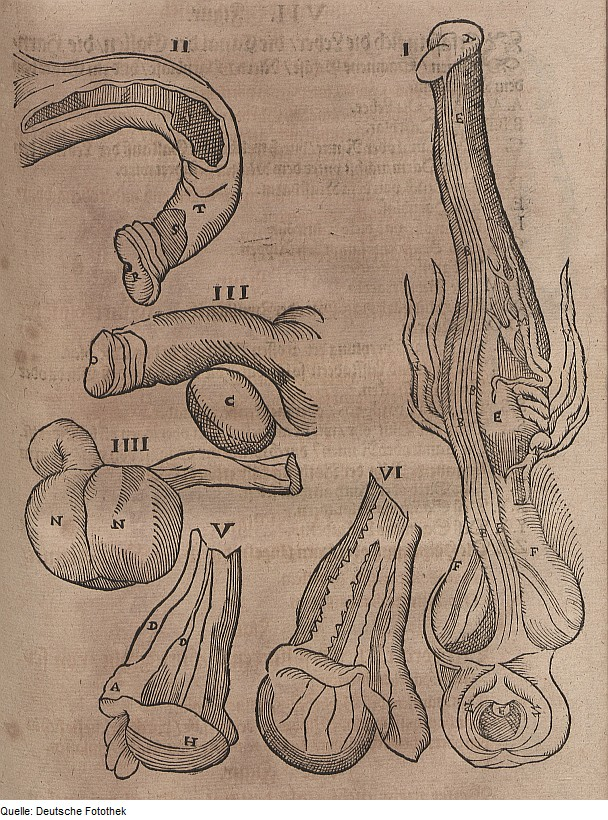
Строение конского полового члена

Полово́й член (лат. membrum virile), или пе́нис (лат. penis — хвост) — орган совокупления, служащий для введения спермы в половые пути самки, также в ряде случаев служит органом выведения мочи из организма.

## Общие сведения
Строение полового члена у животных довольно разнообразное, но всегда он начинается от передней стенки. У черепах, крокодилов и некоторых птиц пенис непарный, представляет собой похожее на жёлоб утолщение вентральной стенки клоаки. Под жёлобом находится фиброзное тело и скопление кавернозной ткани, при набухании которой желобок превращается в трубку. На конце трубки есть обособленный от стенки клоаки орган, который выдувается подобно головке. Сросшиеся посредине трубки рептилий образуют половой член яйцеродных, который в спокойном состоянии прячется в кармане брюшной стенки. У живородящих вследствие редукции заднего отдела клоаки половой член размещается снаружи. У сумчатых, грызунов и насекомоядных он обращён верхушкой назад. Аналогично обращён член у слонов, даманов, носорогов и тапиров в спокойном состоянии, но при эрекции у этих животных он поворачивается вперёд. Положение члена верхушкой вперёд у плацентарных вызвано развитием промежности. Постепенно у ряда животных развились пещеристые тела члена. У многих млекопитающих (большинство хищных, грызунов, рукокрылых, многих приматов и т. д.) в конечной части пениса имеется непарная кость — бакулюм. Также, в соответствии с двумя влагалищами самок, пенис сумчатых часто бывает раздвоен, причём каждая половина имеет свою ветвь мочеполового канала.

## Видовые особенности полового члена
Несмотря на разнообразие форм, исследования в области эмбриологии показали, что пенис у позвоночных развился единожды, а не несколько раз, как считалось ранее.

### Млекопитающие
Половой член млекопитающих состоит из корня, тела и головки, на которой в свою очередь различают венчик и шейку. Начинается половой член на буграх седалищной кости таза двумя ножками. Ножки образуют тело, которое расположено в промежности. На верхней поверхности тела полового члена имеется небольшой жёлоб, в котором расположены нервы, артерии, вены, а на нижней поверхности — жёлоб для мочеполового канала. Тело полового члена заканчивается головкой, которая снабжена большим количеством нервных окончаний, придающих ей повышенную чувствительность. У некоторых животных половой член образует S-образный изгиб, распрямляющийся при эрекции.
Основу полового члена составляют три кавернозных тела. Два из них, начинающиеся от бугров седалищной кости, соединяясь, образуют тело полового члена, третье — пещеристое тело уретры, окружающее мочеполовой канал и плавно переходящее в губчатое тело головки. Пещеристые тела состоят из плотной белочной оболочки, образующей внутри многочисленные перегородки, между которыми имеются большие сообщающиеся пространства, сильно наполняющиеся артериальной кровью при половом возбуждении. У некоторых животных в основе полового члена из фиброзной ткани образуется половая кость, выполняющая опорную функцию (хищные, ластоногие, китообразные). Форма и строение головки, размеры полового члена, степень развития его пещеристых и губчатых образований у различных видов животных имеют характерные отличия, но у всех животных головка полового члена находится в спокойном состоянии в полости препуциального мешка. У многих млекопитающих размер полового члена в состоянии эрекции больше, чем когда член не возбуждён.
Как правило, пенис млекопитающего пропорционален размеру его тела, но он сильно различается у разных видов — даже между близкородственными. Например, эрегированный пенис взрослой гориллы имеет длину около 4 см; взрослый шимпанзе значительно меньший (по размеру тела), чем горилла, имеет размер полового члена примерно вдвое больше, чем у гориллы. Для сравнения, пенис человека больше, чем у любого другого примата как в пропорции к размеру тела, так и в абсолютном выражении.

#### Лошадеобразные
У жеребца половой член сильно развит в толщину; головка в состоянии эрекции представляет собой грибовидное образование диаметром 12—15 см за счёт хорошо развитого пещеристого тела головки венозного происхождения. На нижней поверхности головки имеется ямка с отростком мочеполового канала (длина 1,5 см). Длина полового члена 50—80 см, S-образного изгиба нет. Препуциальный мешок двойной, состоит из наружного и внутреннего препуция (листков).
Аналогичное строение с вариациями по размеру — у ослов, зебр, прочих представителей семейства.

#### Хоботные
Хоботные сохранили примитивный метод размножения первопредков млекопитающих. Несмотря на впечатляющие размеры, достигающий иногда более чем метровой длины S-образный пенис слона предназначается не для введения во влагалище, а лишь для прислонения к его входу. Сперма разбрызгивается со значительным усилием и поступает во влагалище самостоятельно (ещё одна архаичная черта: яички у хоботных располагаются внутри тела, рядом с почками).

#### Быки

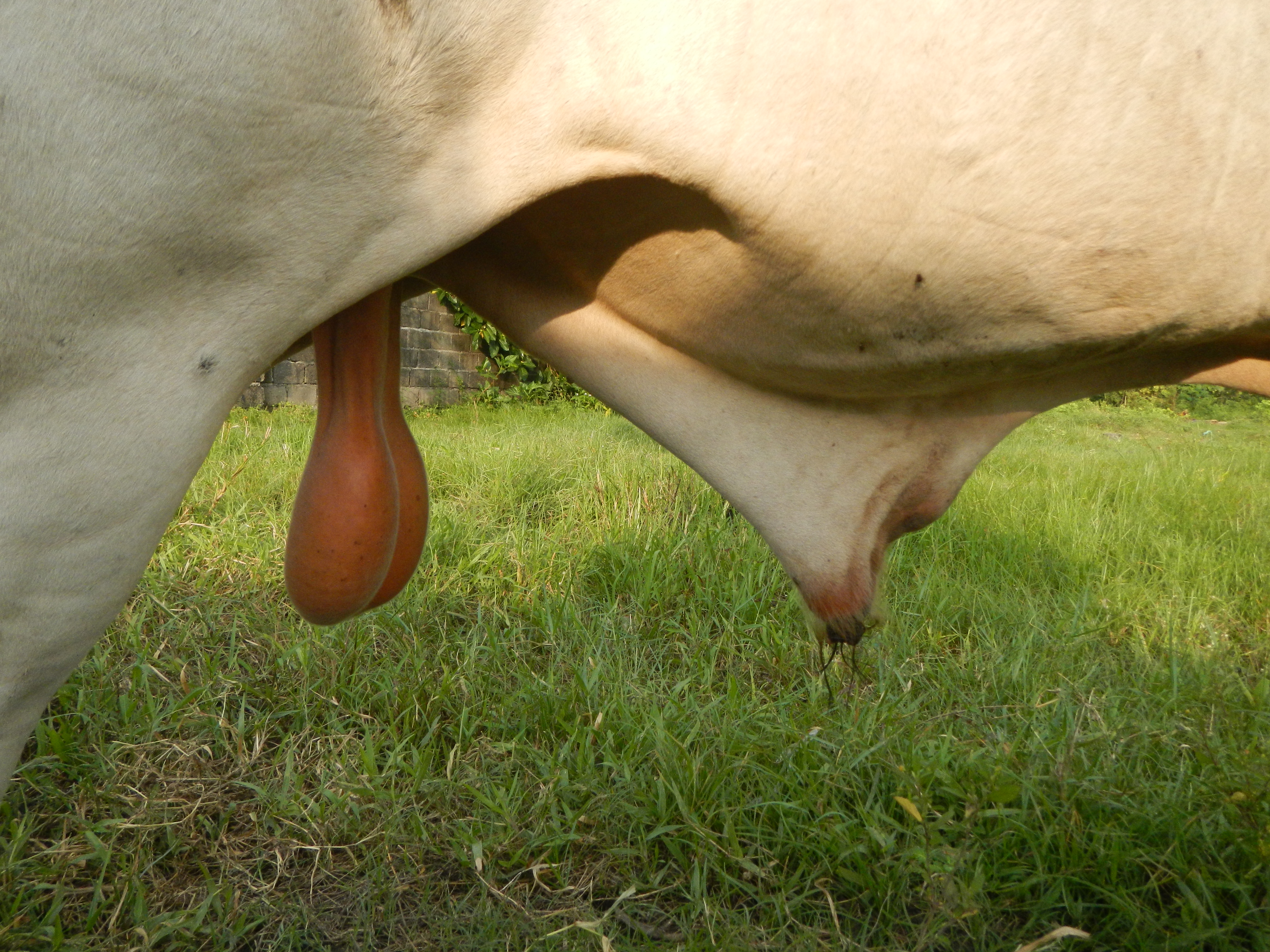
Мошонка (слева) и препуциальный мешок (справа) быка

У быка половой член тонкий и длинный, с заострением на конце, имеет S-образный изгиб. На кончике полового члена различают шейку головки, отросток мочеполового канала и слабовыраженную головку. На шейке головки находится шов — связка, закрученная в левую сторону. При эрекции диаметр полового члена увеличивается незначительно, но при выпрямлении изгибов его длина достигает 100—150 см. Во время эякуляции кончик пениса загибается и поворачивается вокруг своей оси, описывая почти полный круг с диаметром 12-14 см. Конечная часть полового члена помещается в препуциальном мешке, который находится впереди мошонки, ближе к пупку.

#### Козьи

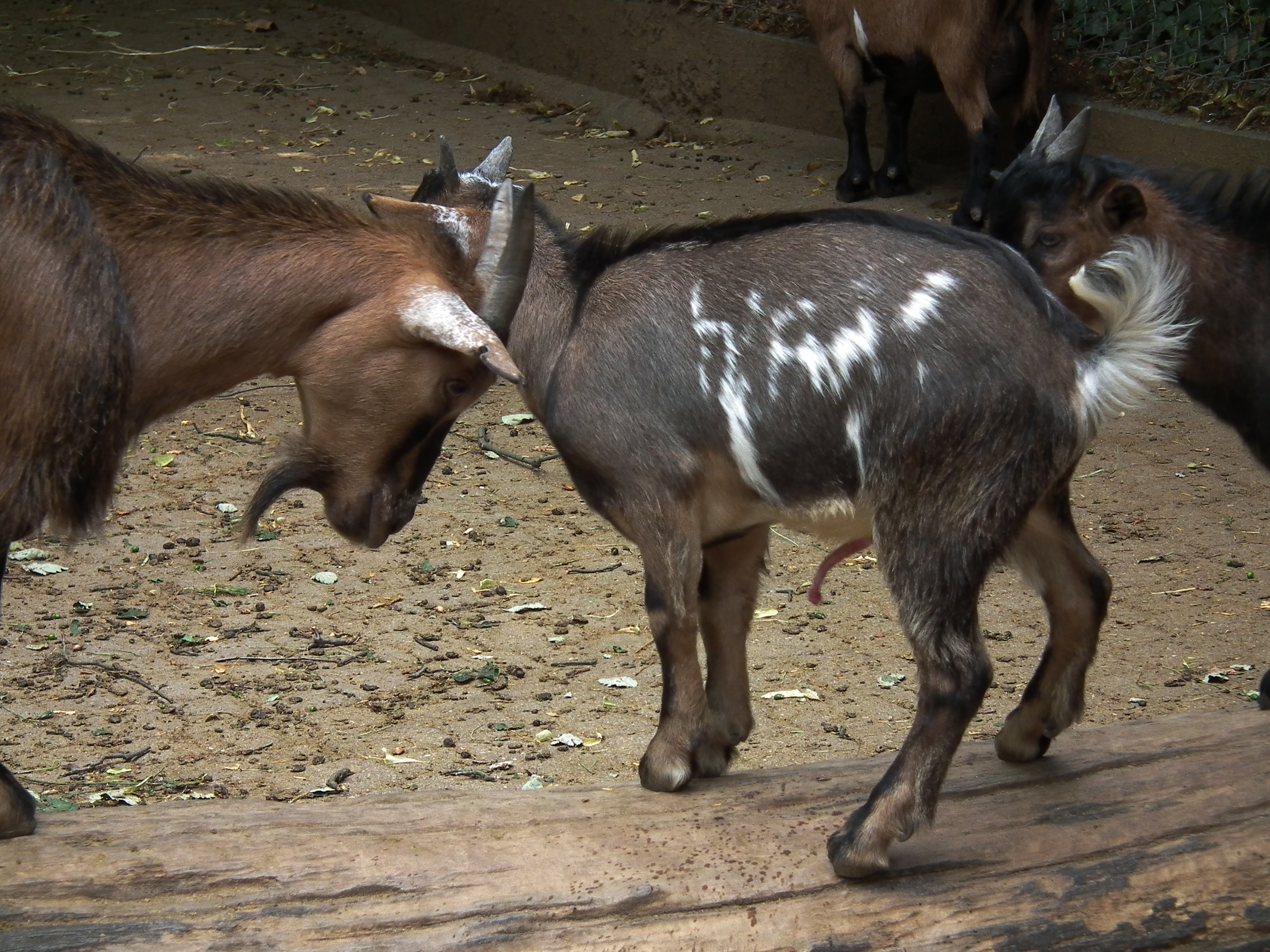
Половой член козла

У барана и козла половой член тонкий и длинный, на кончике его есть отросток мочеполового канала длиной 3-4 см (у барана он S-образно изогнут, у козла — прямой), который во время эякуляции вибрирует, разбрызгивая сперму во влагалище при естественном осеменении. При эрекции диаметр полового члена увеличивается незначительно, но при выпрямлении изгибов его длина достигает 30 см. Тело полового члена без особых границ переходит в головку, которая на своём заостренном конце имеет левостороннюю спиралевидную скрученность.

#### Свиньи
У хряка половой член тонкий, в конечной части спиралеобразно закручен. Связки, втягивающие половой член в препуций, начинаются от крестцовой кости и около задней части S-образного изгиба переходят на половой член. Длина полового члена при эрекции 46 см. В верхней стенке передней части препуция есть слепой мешок — дивертикул препуция.

#### Псовые

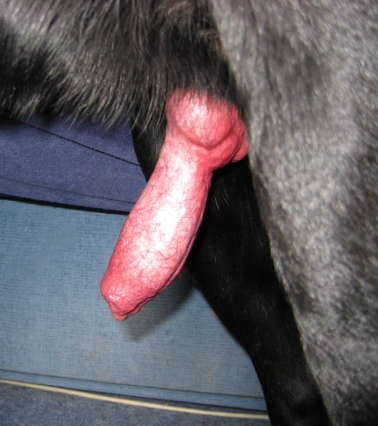
Эрегированный пенис лабрадора-ретривера

У кобеля головка полового члена очень длинная, находится в препуциальном мешке. В головке полового члена имеется кость (бакулюм), покрытая хорошо развитым кавернозным телом головки. Верхний край кости выпуклый, снизу есть жёлоб, в котором проходит мочеполовой канал, спереди наращивается хрящом или фиброзной тканью. Кобель вводит пенис во влагалище суки перед эрекцией. После введения достигается полная эрекция, половой член утолщается и удлиняется. Особенно основание полового члена, так называемые луковицы (Bulbus glandis) сильно набухают и препятствуют извлечению полового члена из влагалища суки. Длина полового члена зависит от размера породы. Например, длина обнаженного полового члена немецкой овчарки около 20 см в полностью эрегированном состоянии.
Аналогичное строение у волков, лис, других псовых.

#### Кошачьи

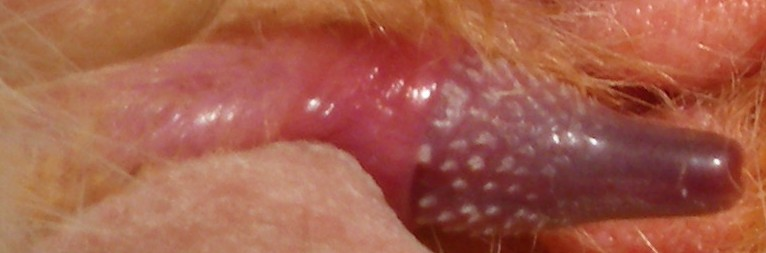
Пенис кота

У кота половой член имеет цилиндрическую форму, состоит из двух пещеристых тел. Головка с заострённым концом. В голове есть небольшая кость. Поверхность головы имеет небольшие выросты, или ороговевшие шипики. Корень и тело полового члена заключены в кожный футляр. Кожа покрывает также и головку, но образует при этом складку — крайнюю плоть, или препуций. В спавшемся состоянии головка пениса находится во втянутом в препуциальную полость состоянии. Эрегированный пенис около 2 — 2,5 см. Раздражение при половом акте служит спусковым крючком для начала овуляции у самки.
Аналогично у других кошачьих, в том числе крупных.

#### Дельфины
Половой член у самцов дельфинов, как и у других китообразных, лишён кости полового члена и имеет конусообразную форму. Он покрыт плотным эпидермисом кожного типа. Дерма содержит много нервных стволов и кровеносных сосудов. Белочная оболочка полового члена представлена толстым мышечноэластичным слоем, окружающим сравнительно малое по размерам пещеристое тело.
В спокойном состоянии половой член скрыт в половой складке, образует петлю, которая поддерживается мышцами, втягивающими половой член, выдвигается наружу только при половом возбуждении. Когда орган находится в состоянии эрекции, то он почти до половины окружён складкой препуция. Эрекция полового члена у самцов дельфинов происходит частично благодаря фиброэластичному строению, частично за счёт расслабления втягивающих мышц и частично вследствие набухания, вызванного приливом крови. В состоянии эрекции орган не претерпевает значительного утолщения и удлинения, благодаря толстой белочной оболочке, и обладает лёгким S-образным изгибом. Пенис имеет около 27 см в обхвате у основания (что примерно равно 8,6 см в диаметре) и 25 — 33 см длины.
Дельфины могут использовать пенис как хватательный орган.

### Птицы

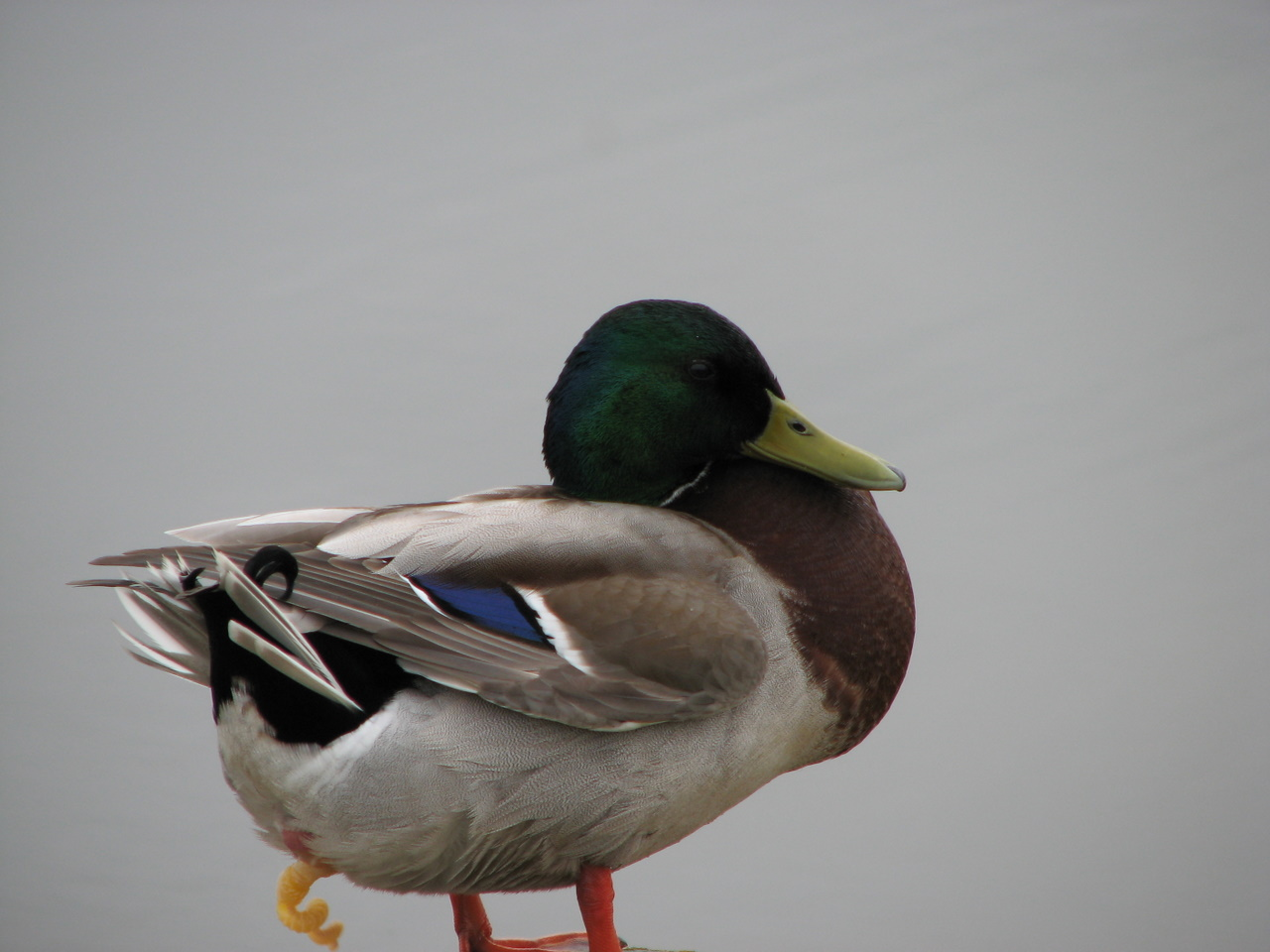
Псевдопенис утки

Половой член типа, который присущ рептилиям, у большинства птиц редуцировался, но у некоторых сохранился. Среди домашних птиц половой член хорошо развит у селезней и слабо у гусей. Он представляет, как и у рептилий, складку вентральной стенки заднего отдела клоаки. При эрекции пенис удлиняется и выдвигается из клоаки. Никаких добавочных желез, свойственных млекопитающим, половой путь птиц не содержит.
Половой член селезня образован складкой вентральной части задней стенки клоаки. Он состоит из фиброзной ткани с пустотами, которые во время эрекции заполняются лимфой. С поверхности слизистая оболочка, которая образует спиральную складку в виде жёлоба. Во время эрекции края жёлоба смыкаются и он превращается в канал, пенис удлиняется до 7—15 см и выходит из клоаки.
Пенис селезня аргентинских озёрных уток может достигать 42 см в длину, что равно длине его тела, и по форме он напоминает штопор. Более того, пенис селезня способен прийти в состояние эрекции всего за 0,3 секунды.
Половые органы самца и самки эму схожи по внешнему виду, хотя пенис самца может стать видимым, когда он испражняется. У самца тинаму есть пенис в форме штопора, подобный гемипенису змей и некоторых рептилий. У самок в клоаке есть небольшой фаллический орган, который становится больше в период размножения.

### Рептилии

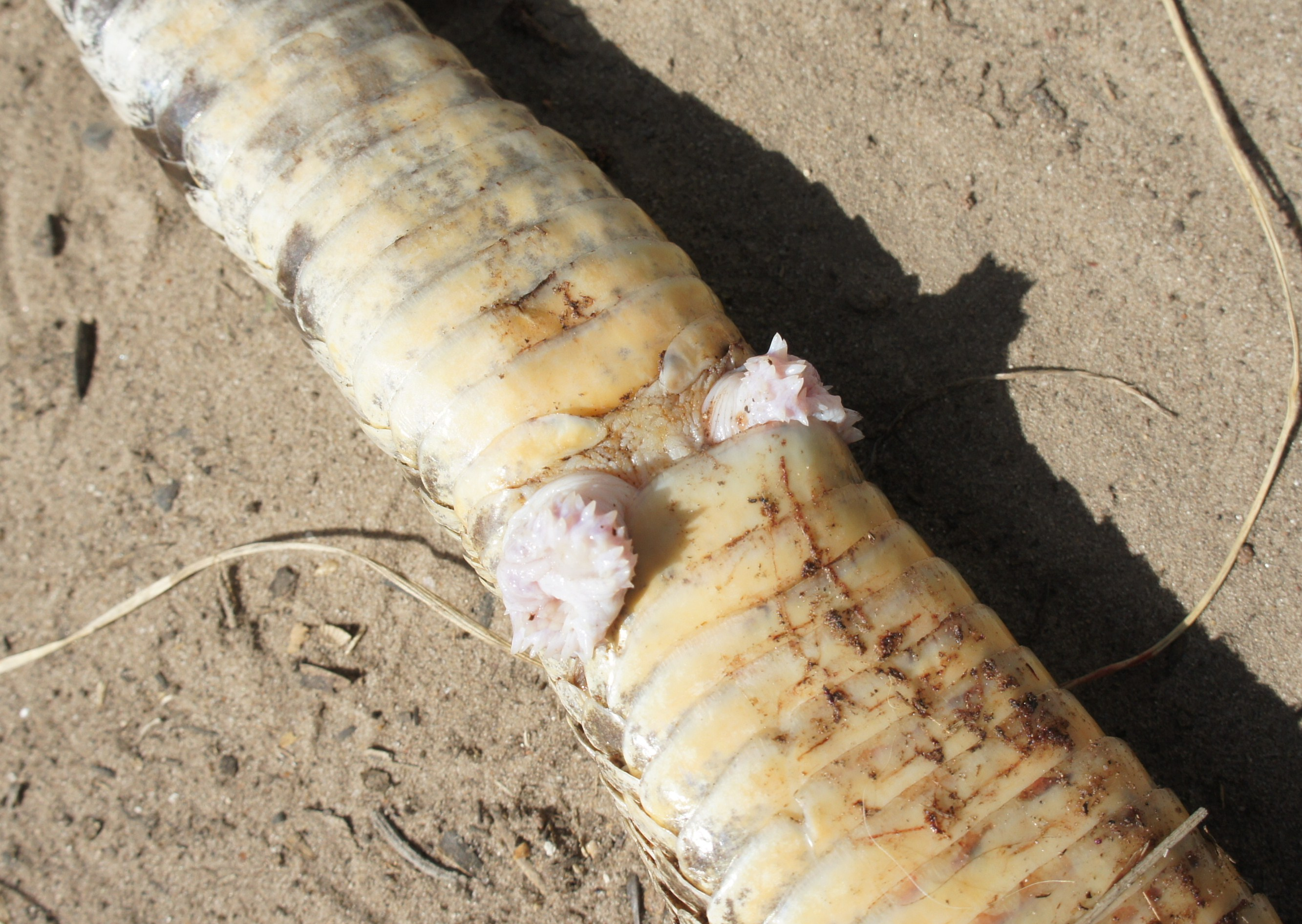
Гемипенис североамериканской гремучей змеи

Самцы ящериц, змей и двуходок имеют два пениса, но только один используется во время спаривания. Желобок на передней поверхности живота используется для переноса спермы.
В расслабленном состоянии пенис находится в клоаке. Перед спариванием мышцы выворачивают пенис наружу, после чего он наполняется кровью и лимфой. После полового акта орган втягивается обратно в тело.
Некоторые ящерицы, сбрасывая хвост, теряют свой пенис.

## Фотографии

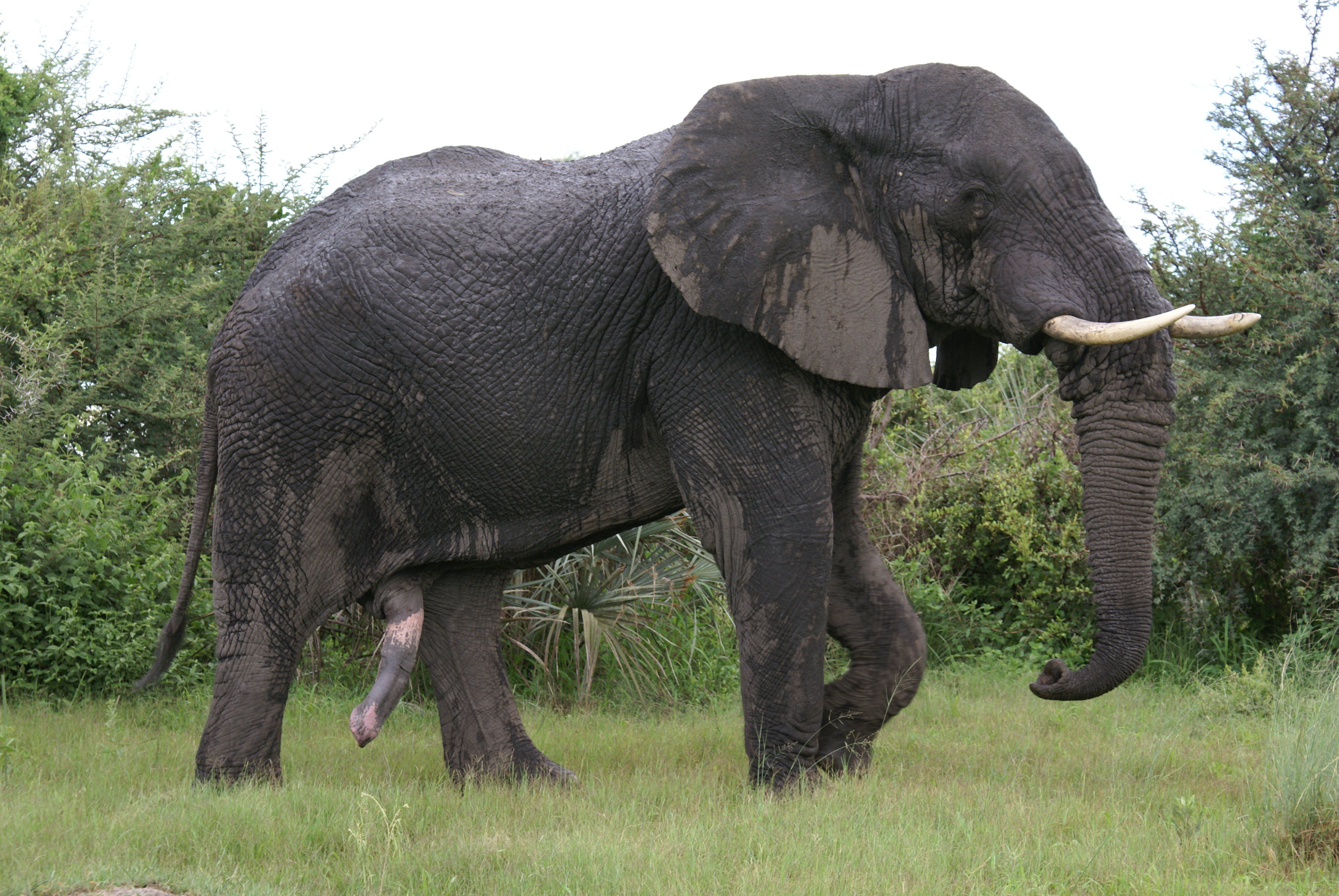
Слон с эрегированным пенисом
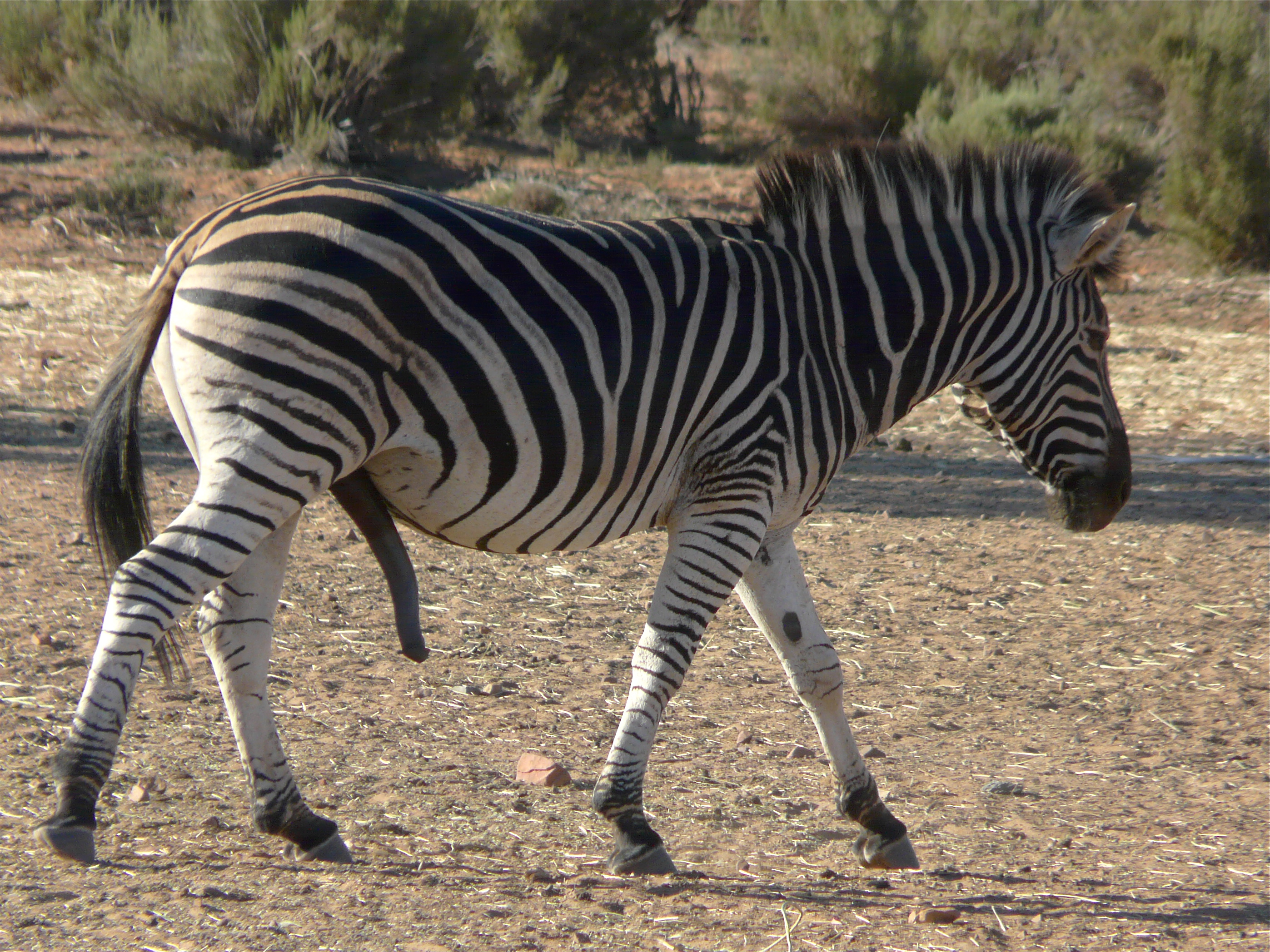
Самец зебры с эрегированным пенисом
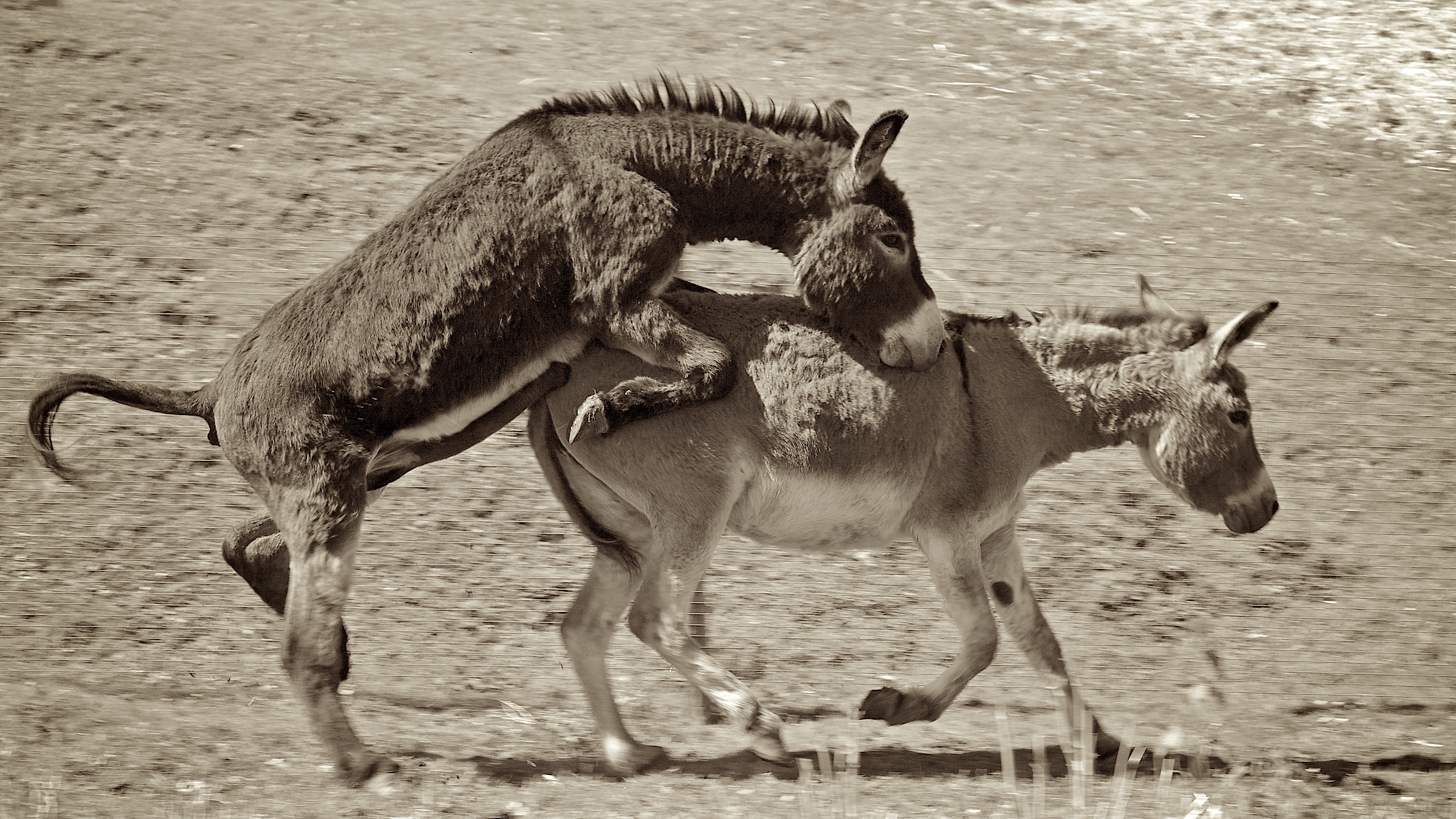
Осёл с эрегированным пенисом
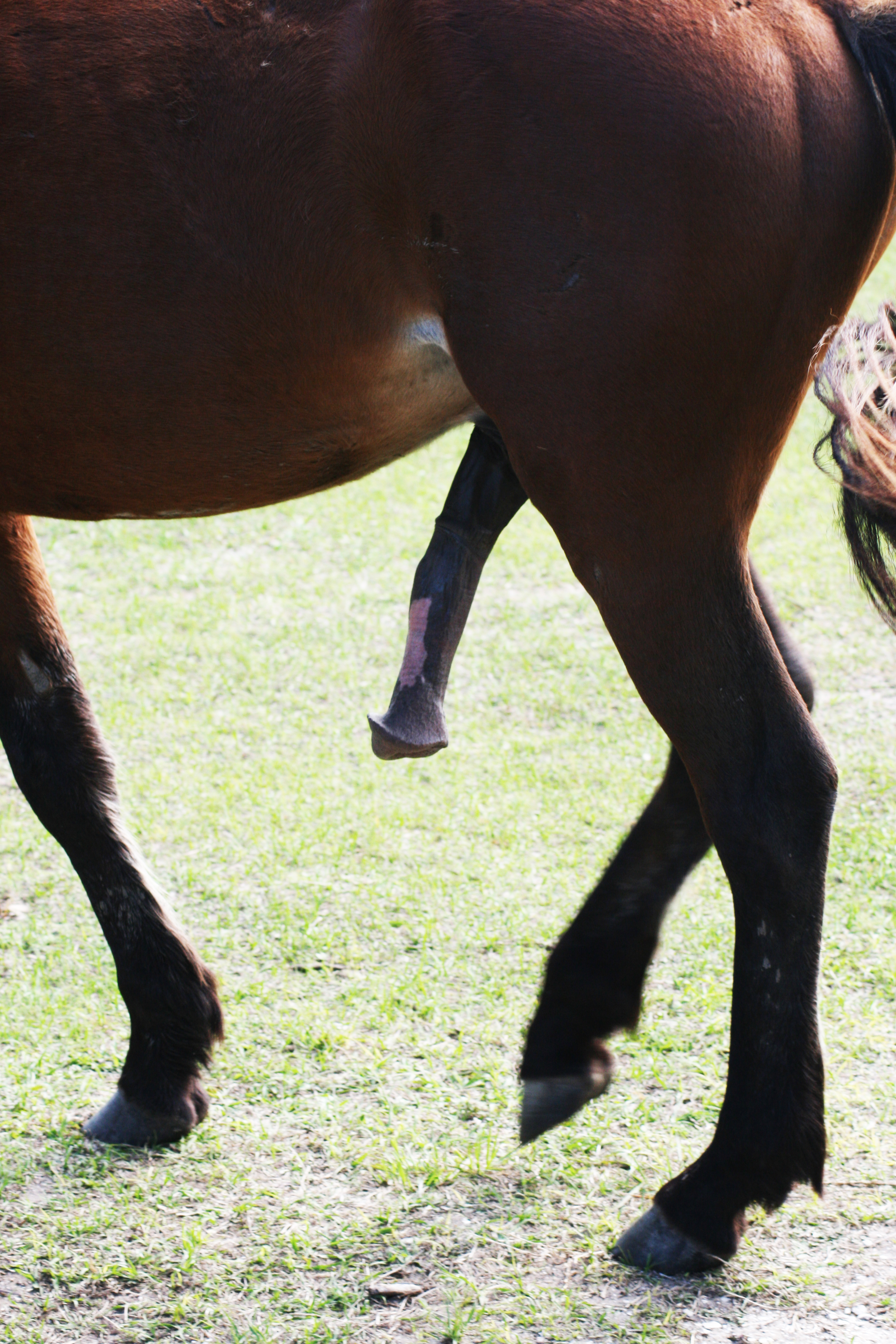
Эрегированный пенис жеребца
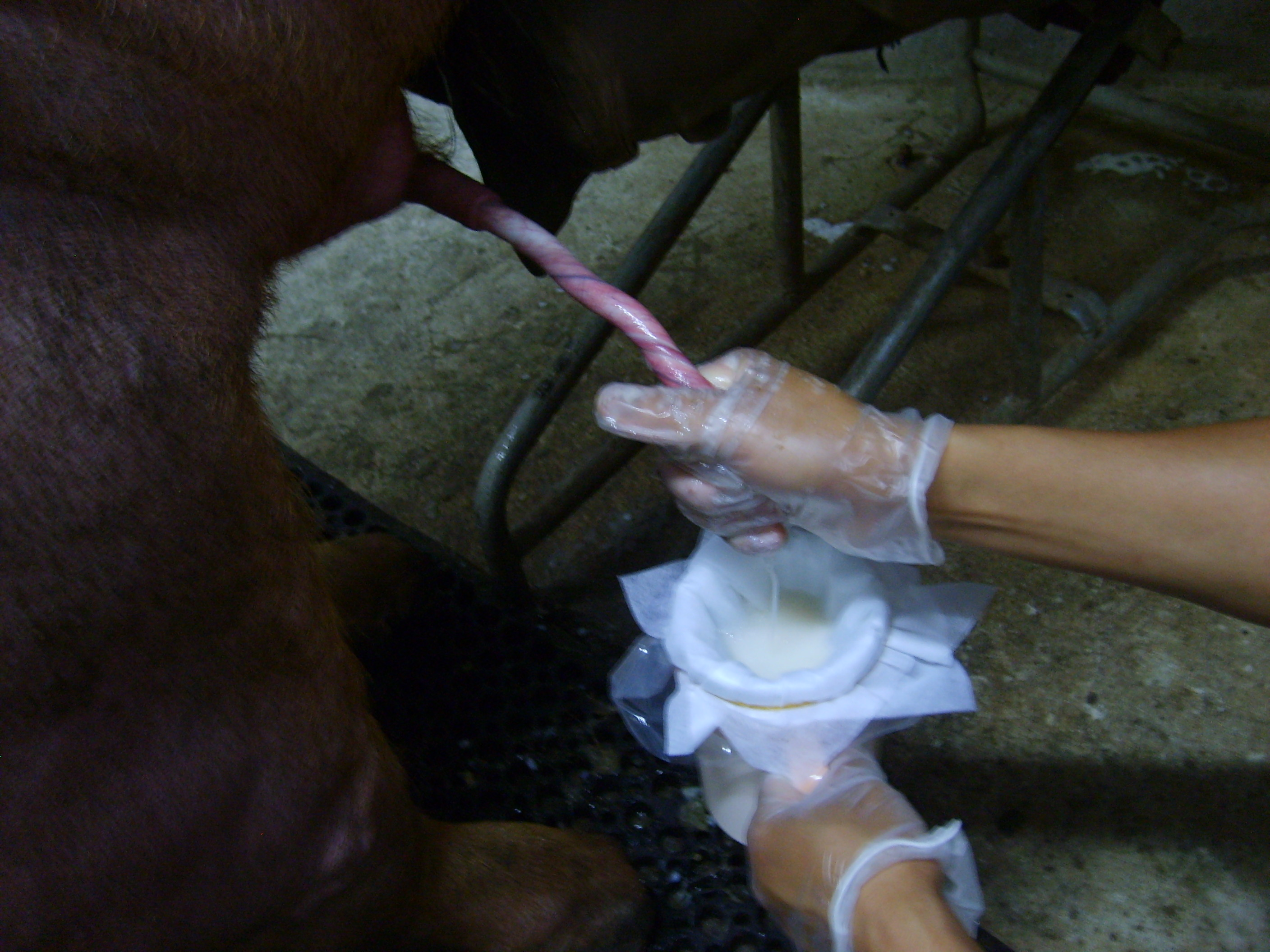
Отбор спермы у домашней свиньи для искусственного осеменения